# Южен Урал
Южен Урал (на руски: Южный Урал) е планина в южната част на планината Урал, разположена в източната част на Република Башкортостан, западната и северозападната част на Челябинска области централната част на Оренбургска област в Русия.
По източното подножие на планината преминава границата между Европа и Азия. Простира се от юг (долината на река Урал) на север (долината на река Уфа, в района на град Верхни Уфалей) на протежение от 550 km, ширина до 160 km. Максималната височина връх Ямантау 1640 m (54°15′21″ с. ш. 58°06′16″ и. д. / 54.255833° с. ш. 58.104444° и. д.), разположен в централната му част на територията Република Башкортостан, на 10 km североизточно от град Межгорие. Най-високата и най-широката част на планината е изградена от кварцити, гнайси и кристалинни шисти. От нея водят началото множество големи реки принадлежащи към водосборния басейн на Волга (Белая, Нугуш, Инзер, Сим, Юрюзан, Ай, Уфа и др.), водосборния басейн на Об (Синана, Теча, Миас, Увелка, Уй и др.) и река Урал с десните си притоци Таналик, Сакмара, Болшой Ик и др. Голяма част от склоновете ѝ са покрити иглолистни и в по-малка степен смесени гори, като се срещат и обширни участъци само с широколистни гори. Източните склонове и южните части на планината са заети от степти ландшафти, които в голямата се степен са обработваеми земи.

## Национален Атлас на Русия
- Североизточна част на Европейска Русия[2]